# Кокні

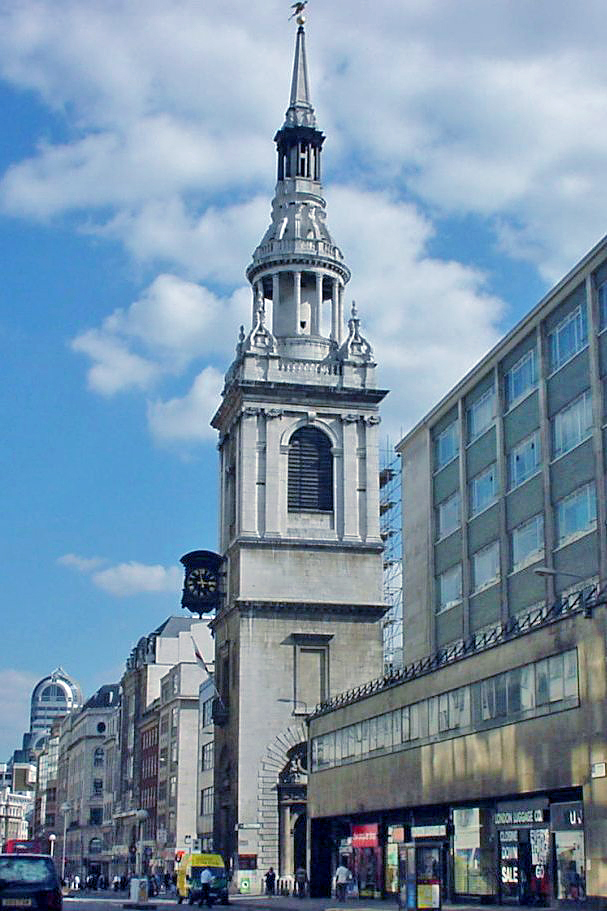
Сент-Мері-ле-Боу

Кокні (англ. cockney) — зневажливо-глузливе прізвисько уродженця Лондона зі середніх і нижчих верств населення. Так також називають один з найвідоміших типів лондонського просторіччя, яким розмовляють представники нижчих соціальних верств населення Лондона.
Відповідно до повір'я, істинний кокні — це житель Лондона, що народився в межах чутності дзвонів церкви Сент-Мері-ле-Боу.

## Діалект кокні
Для діалекту кокні характерна особлива вимова, неправильність граматики, а також римований сленг. Деякі англомовні актори для досягнення комічного ефекту використовують у своїй промові фальшивий акцент, схожий на кокні, який досить часто називають «мокні» (mockney від mock — насмішка).
Типові особливості мови кокні:
1. Пропуск звуку [h], так званий ейч-дропінг. Наприклад, «not 'alf» замість «not half».
2. Використання «ain't» замість «isn't» або «am not».
3. Вимова [θ] як [f] (наприклад, «faas'nd» замість «thousand») та [ð] як (v) («bover» замість «bother»).
4. Перетворення [aʊ] на [æː], «down» вимовляєтся як [dæːn].
5. Використання римованого сленгу. Наприклад, «feet» — «plates of meat», замість «head» — «loaf of bread»; іноді словосполучення скорочуються, утворюючи нове слово: «loaf» замість «loaf of bread».
6. Використання гортанного зімкнення ʔ взамість 't' між голосними або сонантами (якщо другий з них не ударний): bottle = «бо'л».
7. Використання замість [r] губно-зубного [ʋ], що нагадує [w].
8. Використання l як голосного: Millwall як [mɪowɔː] «міово».
9. Опускання звуку [t] на кінці слова, приклад: [ʃui] замість [ʃaɪt].

Приклад: [ˈfɔːʔi ˈfæːzənʔ ˈfɹʌʃɪz ˈfluːˌəʊvə ˈfɔːnʔənˌiːf] означає Forty thousand thrushes flew over Thornton Heath.

## 21 століття
У сучасному Іст-Енді діалект кокні витісняється новим із сильним впливом мови вихідців із Вест-Індії. Цей діалект часто називають джафайканським. Деякі риси кокні в ньому все ще зберігаються. З іншого боку, діалект кокні мігрував за межі Лондона на його околиці.